# Distretto di Coporaque (Arequipa)
Il distretto di Coporaque è uno dei venti distretti della provincia di Caylloma, in Perù. Si trova nella regione di Arequipa e si estende su una superficie di 111,98 chilometri quadrati.

Ha per capitale la città di Coporaque e contava 973 abitanti al censimento 2005.